# Колачево (Владимирская область)
Колачево — упразднённая деревня в Александровском районе Владимирской области России.

## География
Урочище находится в северо-западной части области, в зоне хвойно-широколиственных лесов, к западу от автодороги 17Н-19, на расстоянии примерно 20 километров (по прямой) к востоку от города Александрова, административного центра района.

### Климат
Климат характеризуется как умеренно континентальный, с умеренно тёплым летом, холодной зимой, короткой весной и облачной, часто дождливой осенью. Среднегодовая температура воздуха — +3,4 °C. Годовое количество атмосферных осадков — 549 миллиметров, из которых большая часть выпадает в тёплый период.

## История
В «Списке населенных мест Владимирской губернии по сведениям 1859 года» населённый пункт упомянут как деревня Калачева Александровского уезда, при колодцах, расположенная по левую сторону от просёлочного тракта из Александрова в Юрьев, в 20 верстах от уездного города. В деревне насчитывалось 7 дворов и проживал 71 человек (31 мужчина и 40 женщин).
По состоянию на 1905 год, в Калачеве имелось 15 дворов и проживало 78 человек. В административном отношении деревня входила в состав Андреевской волости.
По данным 1926 года в деревне имелось 25 хозяйств и проживало 24 человека (65 мужчин и 69 женщин). Являлась частью Прокофьевского сельсовета.
На момент упразднения входила в состав Андреевского сельсовета Александровского района (в период с 1941 до 1965 годы — в составе Струнинского района). Упразднена решением облисполкома № 1086 от 22 сентября 1965 года как фактически не существующая.